# Istrie
Pour les articles homonymes, voir Istrie (homonymie) et Istria (homonymie).

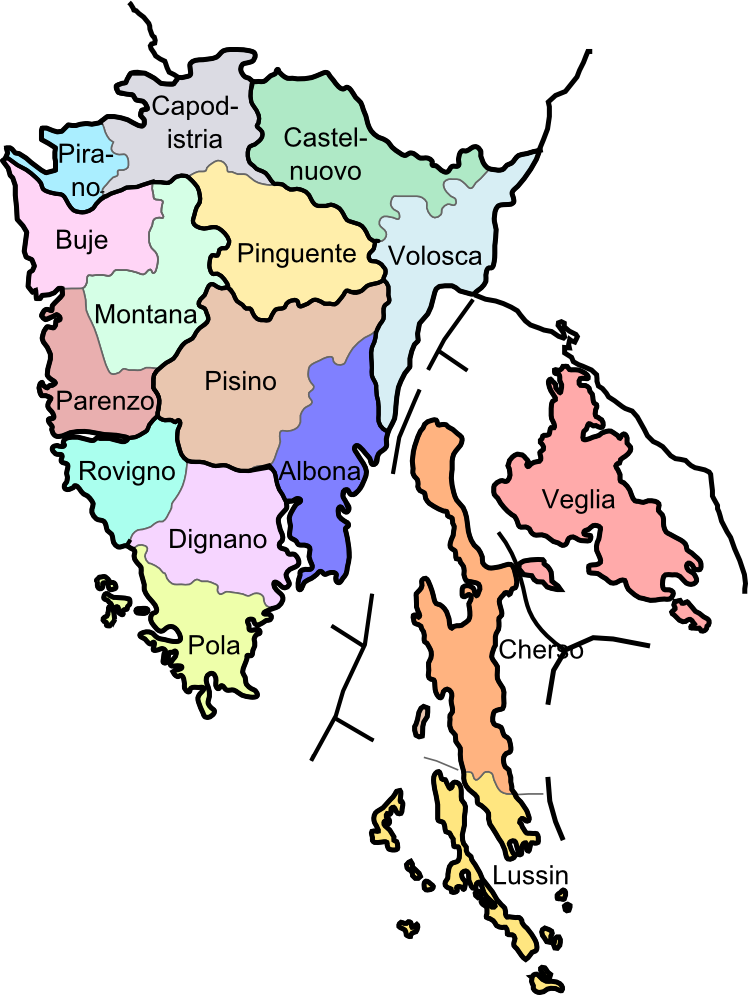
Les comtés d'Istrie en 1914.

L’Istrie (en istriote et italien Istria, en croate et en slovène Istra, anciennement Histria en latin) est une péninsule de l'Adriatique de forme triangulaire pointée vers le sud, reliée au continent par le nord-est. Sa superficie est de 2 820 km2. Son littoral commence au nord-ouest avec le golfe de Trieste, suit un tracé rectiligne nord-ouest - sud-est long de 242,5 km jusqu'au cap Kamenjak où il s'infléchit et suit une ligne sud-ouest - nord-est longue de 212,4 km jusqu'à la baie de Kvarner. Son territoire est partagé entre la Croatie (principalement), la Slovénie (une partie du Nord) et l'Italie (au sud de Trieste).

## Géologie et géographie
D’après sa situation géographique, l’Istrie est une région intermédiaire entre le massif alpin de l’Europe centrale et les Alpes dinariques ; de ce fait, il constitue le lien le plus direct entre la plaine de Pannonie et les régions méditerranéennes. La limite continentale se prolonge du golfe de Trieste, au nord-ouest, jusqu’à Preluka dans le golfe de Rijeka (Fiume en italien), au sud-est.
La péninsule est composée de trois régions distinctes :
- au nord, la partie montagneuse de la Čičarija avec le mont Učka (1 396 m), qui est reliée à la chaîne calcaire de la Dinara, qui elle-même se prolonge dans la direction du sud. Cette chaîne calcaire est une région isolée, déserte et pauvre en végétation, ce qui lui vaut le nom d’« Istrie blanche » à cause de la couleur claire des roches ;
- l’Istrie proprement dite, donc la partie principale de la péninsule istrienne, s’étend entre la limite montagneuse Čičarija-Učka et le bord de la mer Adriatique au sud-ouest ;
- le littoral d’Opatija est situé à l’est de l’Učka, dans les environs du golfe de Rijeka. Bien protégée de l’influence rude du climat et de la bora qui y souffle moins fort qu’autre part, cette région est propice au développement du tourisme balnéaire et est un des lieux les plus réputés de la côte Adriatique orientale.

## Climat et végétation
La partie calcaire du littoral est un plateau, qui décline graduellement vers l’ouest. Elle est recouverte d’une couche de terre rougeâtre qui a donné le nom d'« Istrie rouge » à cette région. Cette terre rougeâtre est cultivée, surtout dans la région de Puljstina qui est la plus étendue ; mais, bien que l'on soit à l’extrême sud de l’Istrie, les hivers y sont assez rigoureux à cause de la Bora. Outre les cultures méditerranéennes traditionnelles on y cultive des céréales.
Sur les côtes les hivers y sont moins rigoureux et les étés très chauds. On y trouve des vignobles, des champs cultivés, des oliviers et de belles forêts de chênes, de hêtres, de châtaigniers et de marronniers sur les versants de l’Učka.

## Histoire

### Paléolithique et Néolithique
Des trouvailles paléolithiques faites dans la grotte de Sandalja à proximité de Pula, attestent la présence de l’homme dans cette région il y a 1 million d’années environ. Dans cette grotte, l’époque supérieure (20000 – 10000 av. J-C) est bien représentée par un grand nombre de trouvailles, en particulier des bijoux travaillés dans les os ou des dents d’animaux. Des découvertes remontant au milieu du Paléolithique, contemporaines de l’homme de Néandertal, ont été faites uniquement à Crni Kal près de Koper/Capodistria.
Pendant l’époque néolithique (6000 – 2000 av. J.-C.), l’homme s’adonnait à l’agriculture, à l’apprivoisement des animaux et à la fabrication d’outils ainsi que le montrent les poteries en céramique découvertes près de Pula, Kavran et Medulin en Croatie, ou encore des poteries décorées de coquillages et divers objets usuels. Les fouilles ont permis de découvrir le type d’habitations de l’époque et le mode de vie, surtout basé en bord de mer, sur la pêche et la culture (archipel de Brioni).
Plus de 2 000 tombes ont été mises au jour, prouvant que l’Istrie a été une région ouverte jusqu’au début du règne de Rome (177 av. J.-C.).

### Âge du bronze
Les premiers habitants, issus des tribus indo-européennes, s'installent : ce sont les Illyriens (Histres, Dalmates, Liburnes). Les Histres ont donné leur nom à la région.

### Antiquité
L'Istrie connaît une modeste colonisation grecque (colonie d'Apsoris) avant d'être, en -178, conquise par les Romains qui en font la Xe région romaine.
L'Aquilée romaine (-181), devenue Aquilée (Province d'Udine, Italie), dernière colonie latine, sert de base pour la colonisation romaine de l'Istrie.
L'Istrie est intégrée à la province de Vénétie-et-Istrie de la préfecture du prétoire d'Italie (337-584), puis à l'exarchat de Ravenne (585-751).

### Moyen Âge
Avec la disparition de l'Empire romain d'Occident, l'Istrie, comme l'Italie, tombe sous la domination des Ostrogoths en 493. L'Empire romain d'orient reconquiert l'Illyrie, l'Istrie et l'Italie en 539 (campagnes de Bélisaire), mais cette dernière tombe sous le joug des Lombards en 568, puis est conquise par les Francs de Charlemagne en 788, puis intégrée dans la Francie orientale (843-962) au traité de Verdun (843). Durant cette période, le christianisme se propage dans les grandes villes de la région comme Poreč ou Pula.
À partir du VIIe siècle, les Carantanes, des Slaves ancêtres des Slovènes, les Horvates, Slaves ancêtres des Croates et les Istriens, Romans orientaux venus des Balkans, s'installent aussi en Istrie.
Au Xe siècle, la région est à plusieurs reprises pillée par les Magyars.
En 1060, la péninsule est divisée : la partie sud-ouest, à majorité italienne, est byzantine, tandis que la moitié nord-est, à majorité slovène et croate, est élevée au rang de margraviat autonome de l'Empire germanique (c'est le seul endroit où les deux empires sont en contact) : marche d'Istrie (1040-1918). Au XVe siècle, la plupart des côtes et la moitié sud-est de l'Istrie font partie des possessions de la république de Venise (de 1420 à 1797) tandis que la moitié nord-ouest et l'intérieur des terres appartiennent aux Habsbourg.

Traité de Verdun (843).
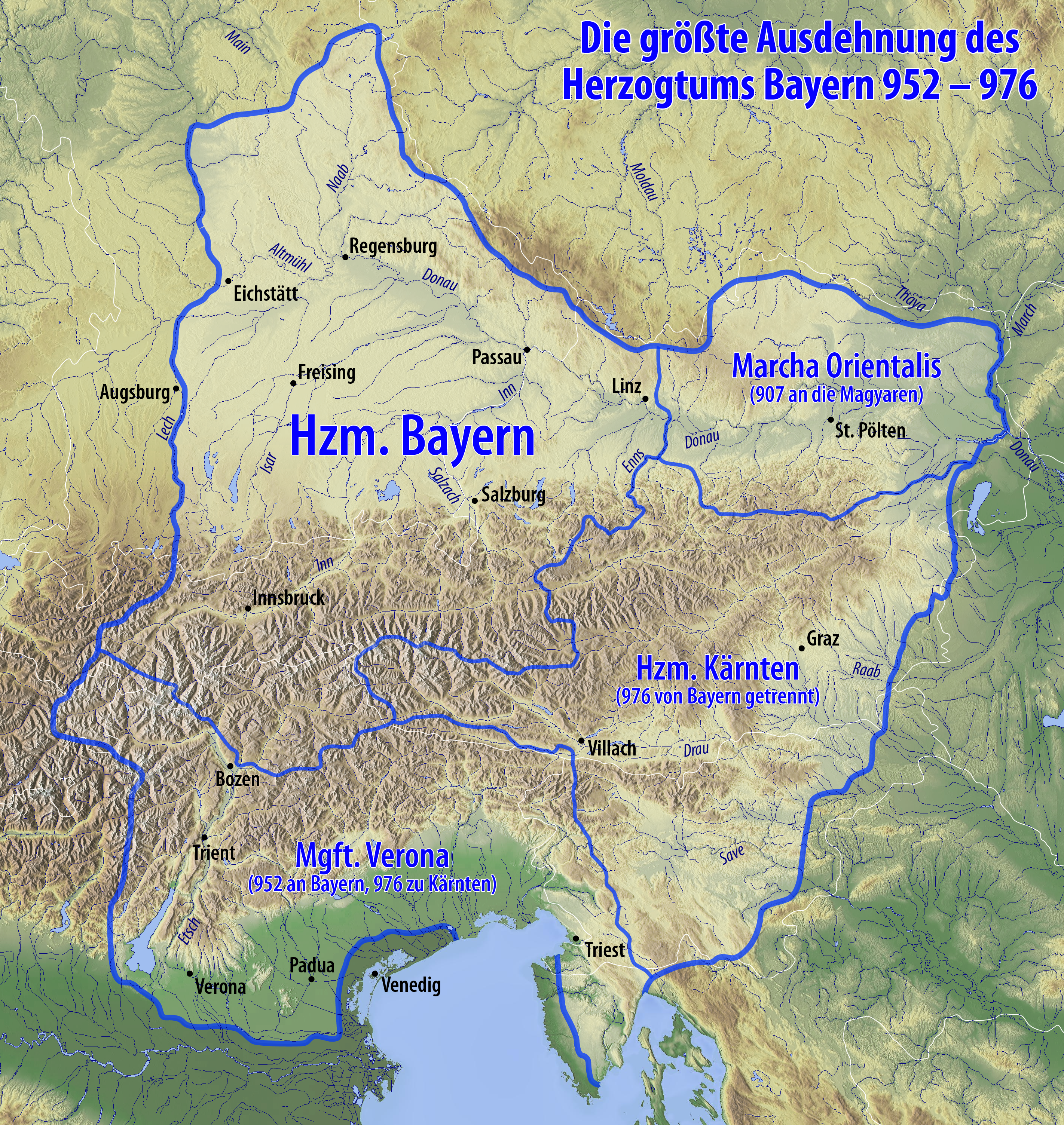
Duché de Bavière vers 952-976).
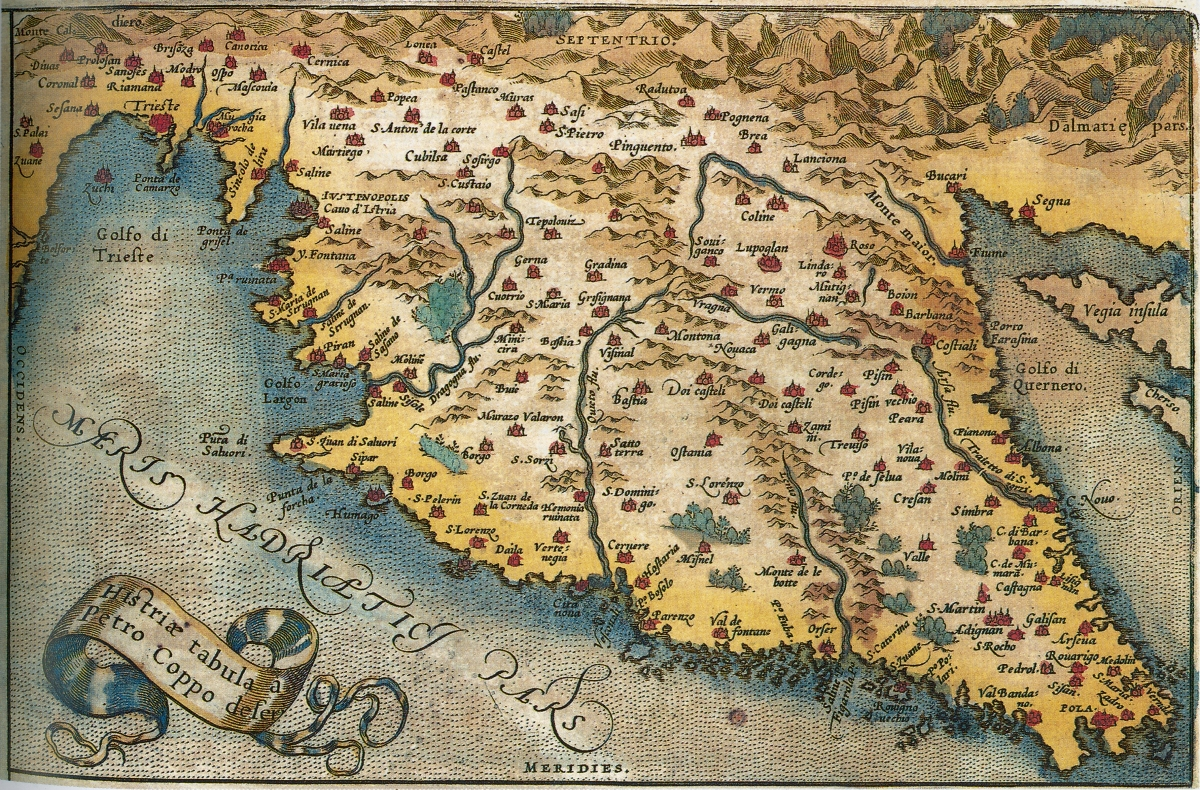
Pietro Coppo, premier cartographe précis de l'Istrie (1573).
Europe centrale vers 1683.
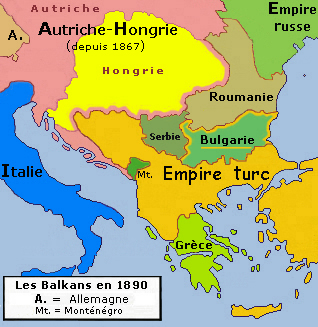
Balkans en 1880-1890.

### XIXesiècle

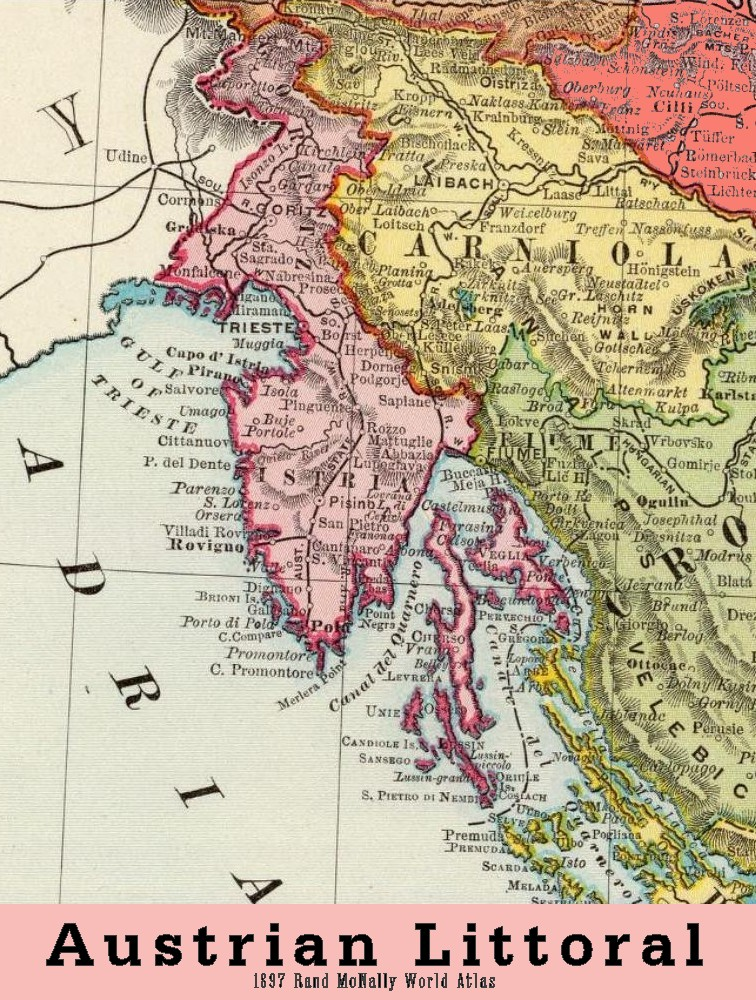
Littoral autrichien en 1897 comprenant l'Istrie.

De 1798 à 1814 l'Istrie est successivement rattachée à l'empire des Habsbourg, au royaume napoléonien d'Italie (avec la Dalmatie) puis aux Provinces illyriennes de l'Empire français napoléonien. Le maréchal Jean-Baptiste Bessières est fait duc d'Istrie par Napoléon Ier. En 1814, le congrès de Vienne l'attribue à l'empire d'Autriche.
En 1866, l'Italie s'allie à la Prusse en guerre contre l'Autriche. L'Italie subit une cruelle défaite navale près de l'île de Lissa (aujourd'hui Vis). L'Autriche, vaincue par la Prusse en Bohême, doit néanmoins céder la Vénétie à l'Italie et la frontière se rapproche de Trieste et de l'Istrie.
Les deux composantes de l'Autriche-Hongrie (1867-1918) étaient séparées par une ligne douanière. Le Küstenland ou Pays Côtier relevait de l'Autriche et avait Trieste pour chef-lieu. Ce Kustenland regroupait le comté princier de Görz (Gorizia en italien, Gorica en slovène), Gradisca, et le margraviat d'Istrie ; les cartes de l'époque montrent que trois îles situées dans le golfe de Fiume (Veglia, Cherso et Lussino) appartenaient à l'Istrie. Il n'y avait pas continuité territoriale entre le Küstenland et la Dalmatie, laquelle relevait aussi de l'Autriche : la Hongrie possédait en effet un débouché maritime dont Fiume (les Hongrois utilisaient cette forme) était le port principal.

### XXesiècle

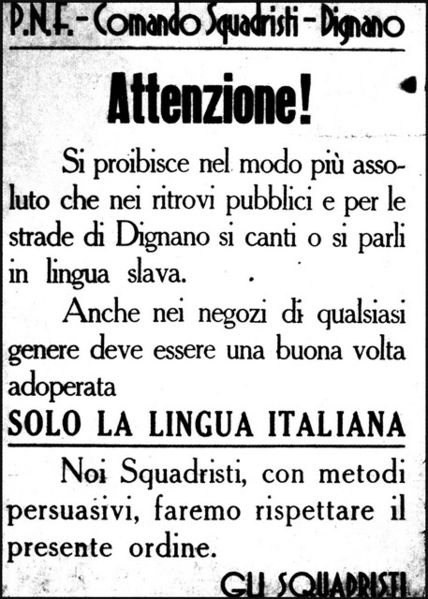
Une affiche des escadrons fascistes (squadristi), imposant la langue italienne en Istrie (le texte précise : nous, squadristes, par des méthodes persuasives, ferons respecter cet ordre).

Après la Première Guerre mondiale, l’Autriche-Hongrie se fragmente et l’Istrie passe à l’Italie lors du traité de Rapallo. Rome a aussi des prétentions sur Fiume (Rijeka), ville alors mi-italienne, mi-croate par sa population, et principal port de la Transleithanie. Cependant, la conférence de Versailles l’attribue au royaume des Serbes, Croates et Slovènes. En réaction, le nationaliste italien Gabriele D'Annunzio occupe Fiume mais les pressions internationales obligent les italiens à expulser par la force le dissident et Fiume devient une ville libre sous mandat de la SDN. Les îles dalmates, elles aussi, ainsi que les villes côtières dalmates de Karlobag (Carlovari), Sibenik (Sebenico), Zadar (Zara), Split (Spalato) et Dubrovnik (Raguse), avaient des populations mixtes croato-italiennes, et l’Italie les revendiquait au nom de l’« héritage vénitien » : elle obtient l’enclave de Zadar (Zara) et les îles de Cres (Cherso), Lošinj (Lussino) et Lastovo (Lagosta) tandis que la Yougoslavie obtient le reste. Dès lors, chacun des pays inclut des minorités proches de l’autre : slovènes et croates en Istrie, à Fiume, Zara et dans les trois îles italiennes, mais italophones dans la plupart des ports et des îles dalmates de la Yougoslavie.

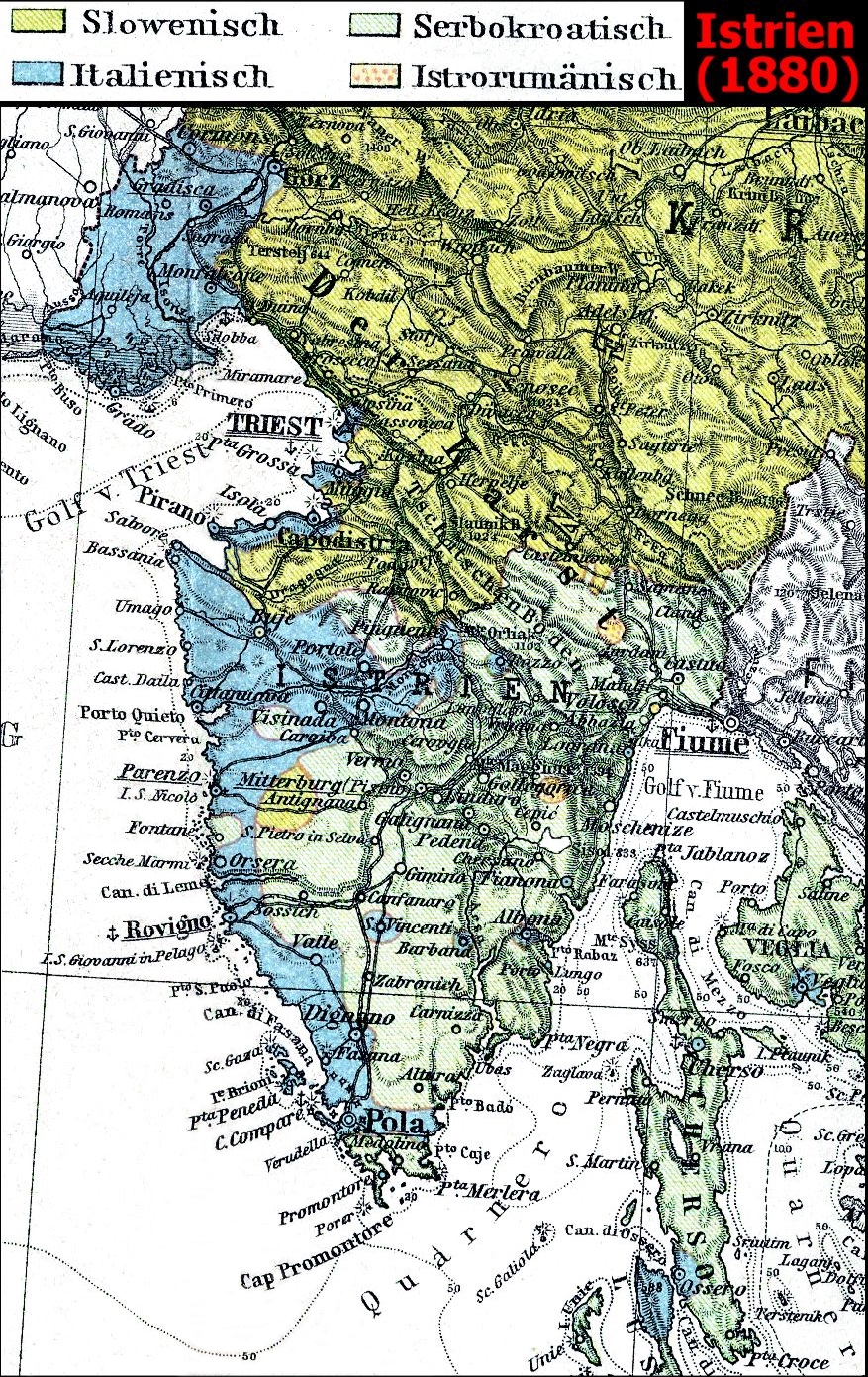
Les langues d'Istrie en 1880 : en bleu l'italien, en vert-jaune le slovène, en vert-bleu le croate et en beige à pois roses l'istro-roumain.

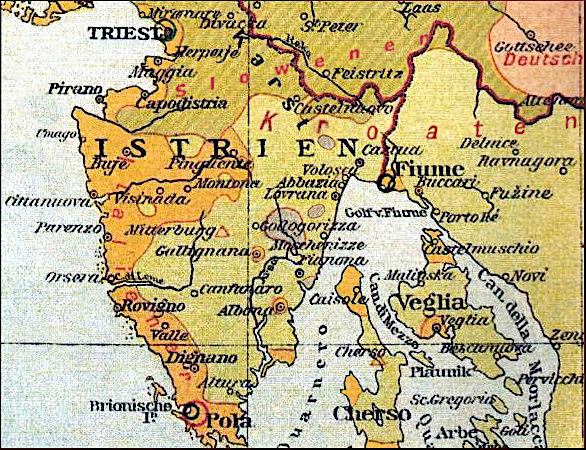
Les langues d'Istrie en 1890 : en orange l'italien, en vert rayé le slovène, en vert clair le croate, en rose l'allemand et en gris l'istro-roumain. L'allemand, langue officielle de l'Autriche-Hongrie, était utilisé dans l'administration et la marine.

Après la Seconde Guerre mondiale l’Istrie est disputée entre l’Italie, qui ne garde au bout du compte (en 1954) que Trieste (ainsi coupée de son arrière-pays), et la Yougoslavie, qui annexe le reste ainsi que Rijeka, Zadar et les trois îles de Cres, Lošinj et Lastovo. La Slovénie et la Croatie, deux composantes (républiques) de la Yougoslavie communiste fédérale, deviennent indépendantes dans les années 1991-1992 en conservant les frontières yougoslaves internes de 1954 de l’Istrie (règlement de la question de Trieste). Depuis 1952, la Slovénie dispose d'un débouché sur la mer comprenant Koper/Capodistria en italien) et Piran (Pirano en italien). Le reste de l’Istrie (90 %) appartient à la Croatie.

Les dialectes slaves actuels d'Istrie. L'italien reste encore parlé à Trieste et Muggia où il est officiel, ainsi que par de rares locuteurs âgés des localités côtières, où il a le statut de langue minoritaire protégée.

#### Lesfoibe
Les « massacres des foibe, cause principale de l'exode istrien, » connurent, dans l’immédiat après-guerre, deux périodes distinctes :
1. Les premières se produisirent pendant l’insurrection populaire des communautés slaves (slovène et croate surtout) contre les Italiens et en particulier contre ceux qui avaient appartenu au régime fasciste désormais vaincu ou qui l’avaient soutenu, dans une sorte de « vengeance » consécutive aux avanies subies pendant les décennies précédentes ; ces foibe, que certains considèrent comme « explicables », furent l’expression de la colère des opprimés et firent quelques milliers de victimes ;
2. Les secondes foibe, qui ne doivent absolument pas être confondues avec les premières, furent une opération délibérée de nettoyage politique (voire ethnique), voulue par le maréchal communiste Tito pour assurer par la terreur sa domination sur la Vénétie julienne et l’Istrie (et donc sur la population italienne) mais aussi pour se débarrasser d’opposants politiques y compris yougoslaves ; la « justification » morale ou sociale des foibe de Tito était la lutte des classes et l’antifascisme, qui permirent la mise en œuvre d’un probable nettoyage ethnique (pour lequel les indices épars ne représentent que des présomptions) mais surtout politique : outre des Italiens, qu’il s’agisse de simples habitants ou d’ex-fascistes, périrent aussi des partisans opposés à la Yougoslavie de Tito.

### XXIesiècle

Les frontières internationales en mer Adriatique, au large de l'Istrie.

La Slovénie intègre l’Union européenne en 2004. La frontière italo-slovène est ouverte le 21 décembre 2007 lors de l’adhésion de fait de la Slovénie au traité de Schengen. Trieste est donc « réunie » à son arrière-pays dont elle avait été séparée en 1947. L’adhésion, en 2013, de la Croatie à l’Union européenne a ouvert la frontière croato-slovène à l’intérieur de l’Istrie, mais la crise migratoire de 2015 a amené les deux pays, ainsi que l’Italie, à rétablir les contrôles.
Dans le golfe de Trieste, la Slovénie revendique à la Croatie un élargissement de ses eaux territoriales et un « couloir » pour accéder aux eaux internationales.

## Population
Géographiquement, les habitants de l’Istrie sont les Istriotes ou Istriens, mais linguistiquement, ces deux termes ne désignent qu’une minorité car l’istriote est une langue italo-romane parlée par une partie des italophones soit 4,3 % des habitants en 2001, tandis que l’istrien est une langue romane orientale parlée par quelques centaines de personnes en 2001 soit moins de 0,1 % des habitants.
En 1910, 41,6 % des Istriotes parlaient croate, 36,5 % italien, 13,7 % slovène, 3,3 % allemand, 0,2 % istrien et 0,5 % d’autres langues. Depuis la Seconde Guerre mondiale, la composition ethnique a changé en faveur des Croates puisque selon les données du recensement fait en 2001 en Croatie, le comitat d'Istrie est peuplé de 206 344 habitants, dont 71,88 % sont Croates, 6,92 % Italiens, 4,3 % Istriotes (soit 10,95 % d’italophones), 3,2 % Serbes et 1,49 % Bosniaques. À cela il faut ajouter la partie Slovène.
Glas Istre (« La voix de l'Istrie »), publié à Pula, est le principal organe de presse croate.

## Statut de l’Istrie croate

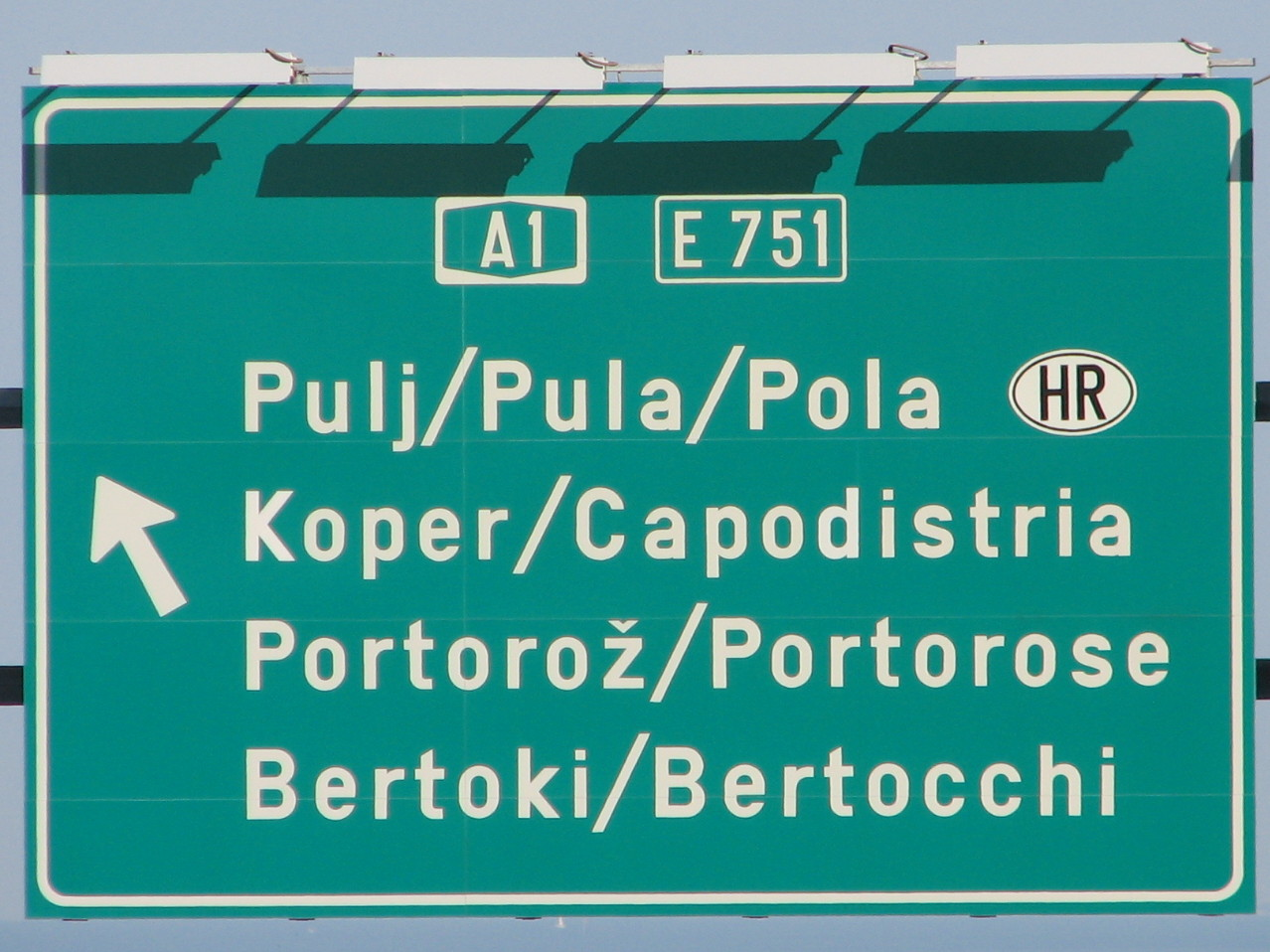
Signalisation routière multilingue aux environs de Koper/Capodistria (Slovénie) : l’indication pour Pula (Croatie) est écrite en slovène, croate et italien ; les localités de l’Istrie slovène sont affichées en slovène et italien.

En avril 2001, le ministère croate de la Justice, de l’Administration et des Collectivités locales a décidé, face aux pétitions nationalistes venues du reste de la Croatie, de suspendre 10 dispositions du nouveau statut du comitat d'Istrie (ou joupanie, c’est-à-dire région) :
- celles qui consistent à ajouter des noms italiens aux noms croates des villes et des communes en Istrie ;
- celles qui sont relatives à l’utilisation de la langue italienne ;
- celles qui introduisent le terme « istriotisme » comme expression de l’appartenance régionale promue par l’IDS-DDI (parti démocrate d’Istrie, en croate Istarski Demokratski Sabor, en italien Dieta democratica istriana) qui, depuis, réclame la régionalisation de la joupanie ou au moins un statut spécial pour l’Istrie. Le débat concerne également la ville de Rijeka/Fiume et ses environs.

## Économie
La région possède des gisements de charbon et de bauxite. Elle tire également des revenus du tourisme, et des industries du bois et agro-alimentaire.

## Villes istriennes
- en Italie
  - Muggia (Milje en slovène)
  - San Dorligo della Valle (Dolina en slovène)
- en Slovénie
  - Koper (Capodistria en italien)
  - Izola (Isola en italien)
  - Piran (Pirano en italien)
  - Portorož (Portorose en italien)
- en Croatie :
  - Umag (Umago en italien)
  - Buje (Buie en italien)
  - Motovun (Montona en italien)
  - Novigrad (Cittanova en italien)
  - Poreč (Parenzo en italien)
  - Pazin (Pisino en italien)[3]
  - Rovinj (Rovigno en italien)
  - Labin (Albona en italien)
  - Vodnjan (Dignano en italien)
  - Pula (Pola en italien, Pulj en slovène)

## Galerie

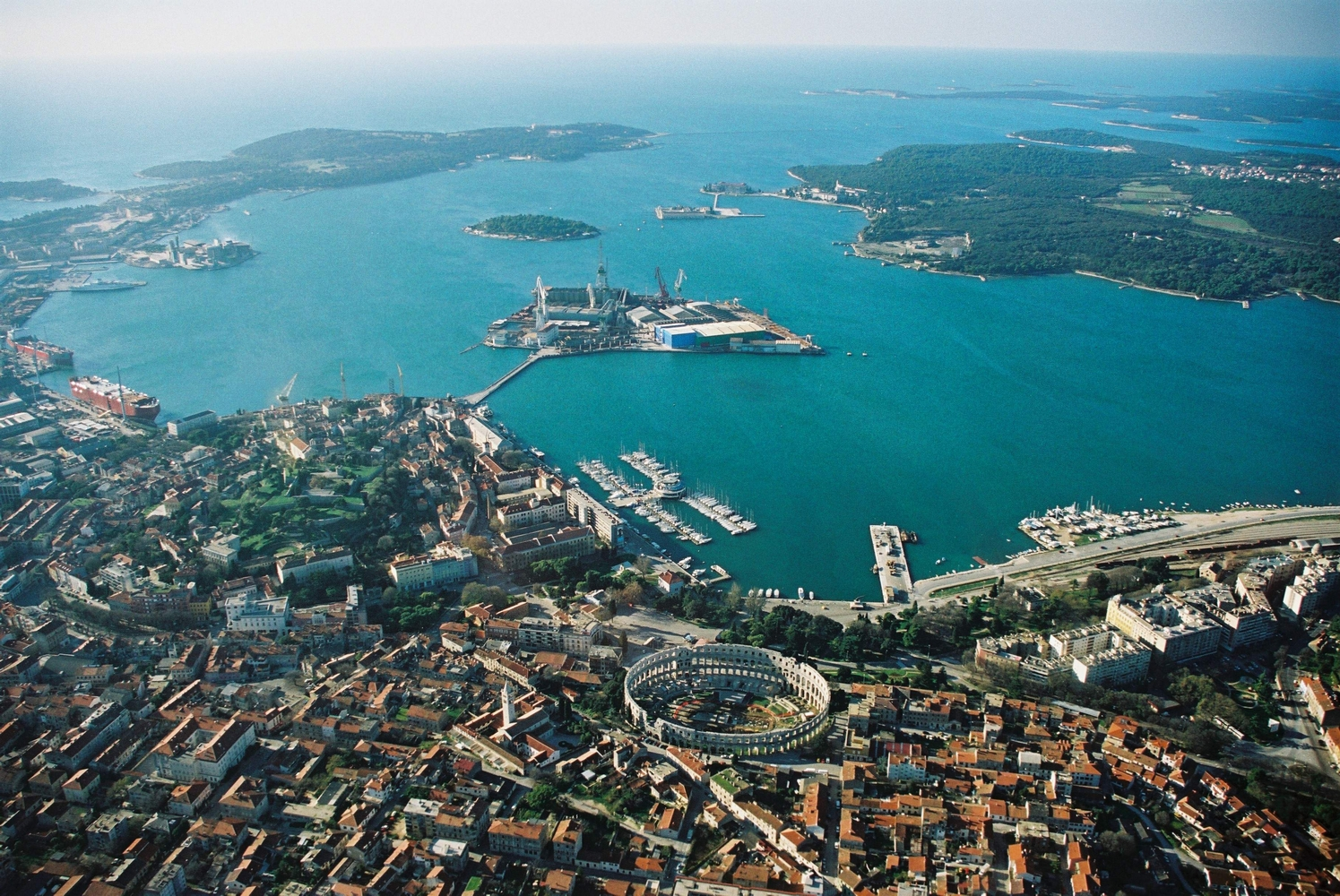
Vue aérienne de la rade de Pula (Croatie), jadis principale base de la marine austro-hongroise.
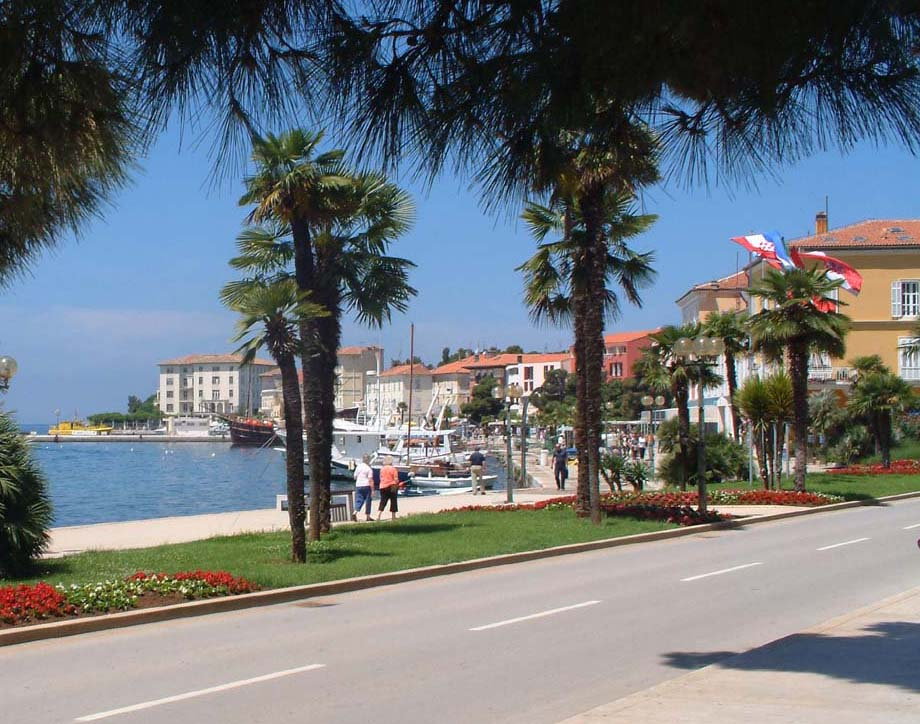
La promenade de Poreč (Croatie).
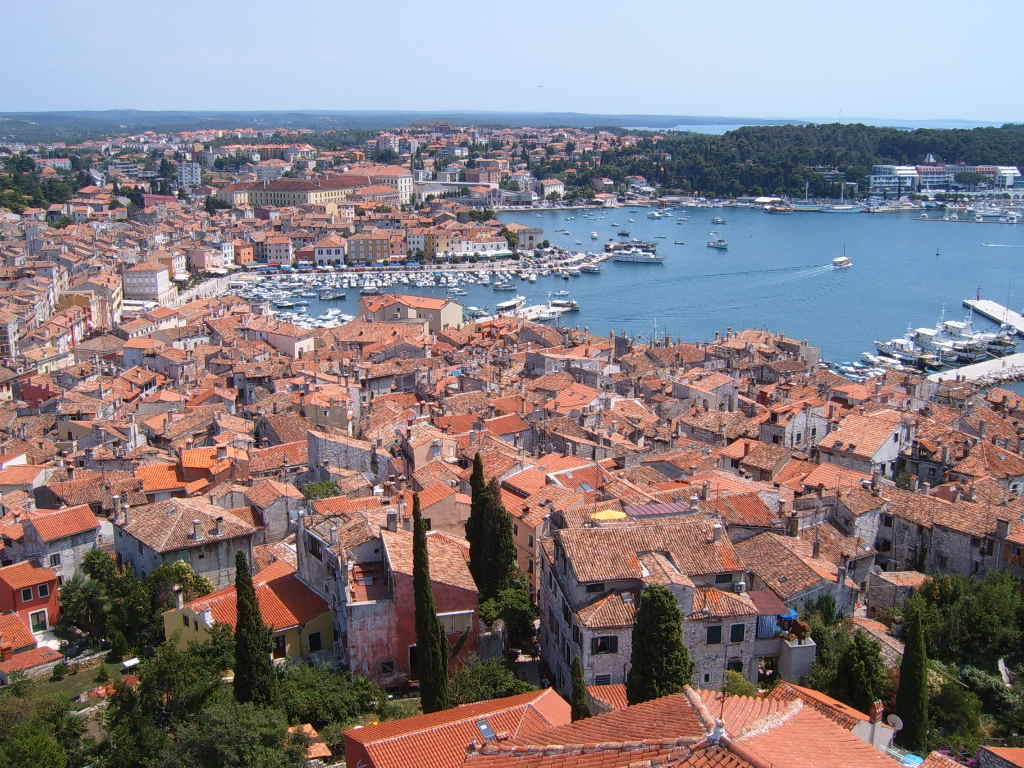
Rovinj, vu depuis le clocher de la cathédrale Sainte-Euphémie de Rovinj (Croatie).
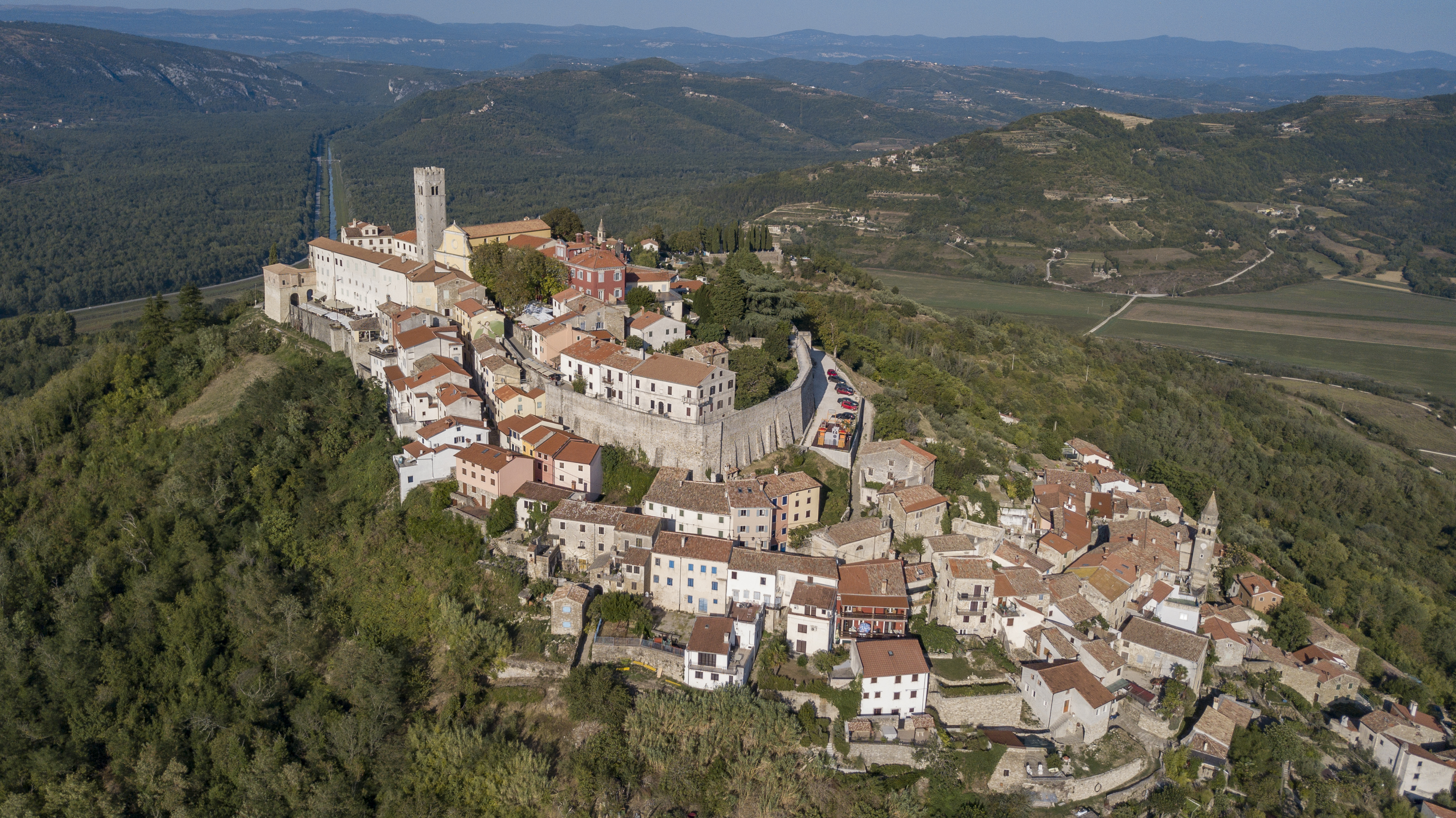
Motovun (Croatie).
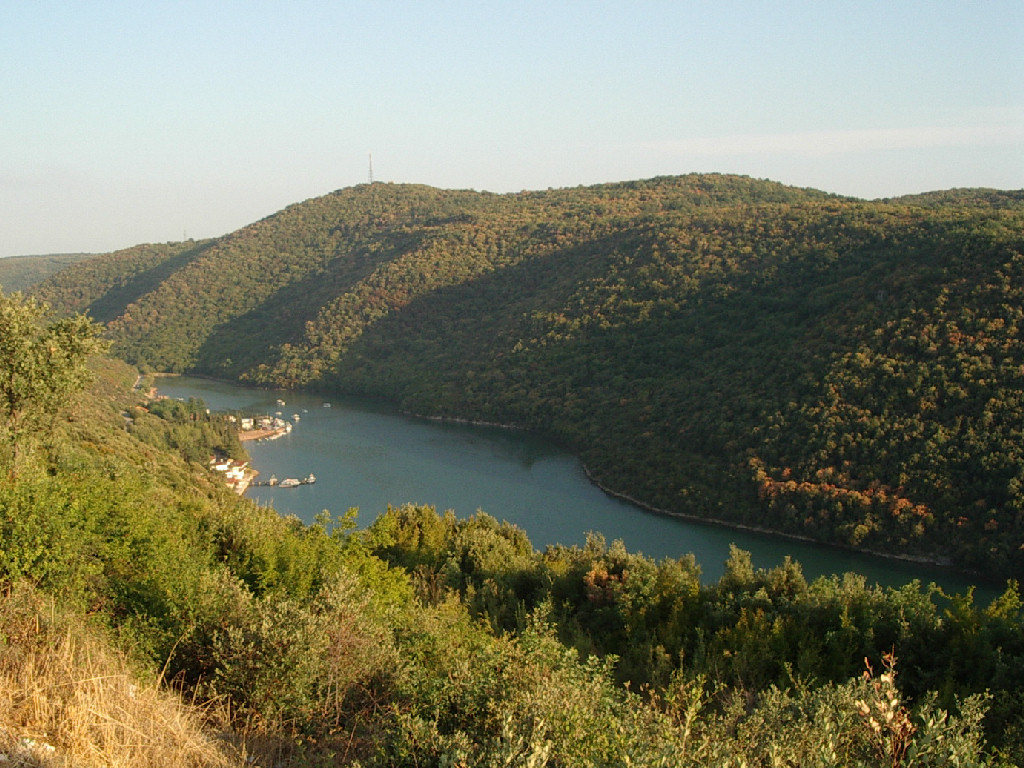
Canal de Lème en (Croatie).
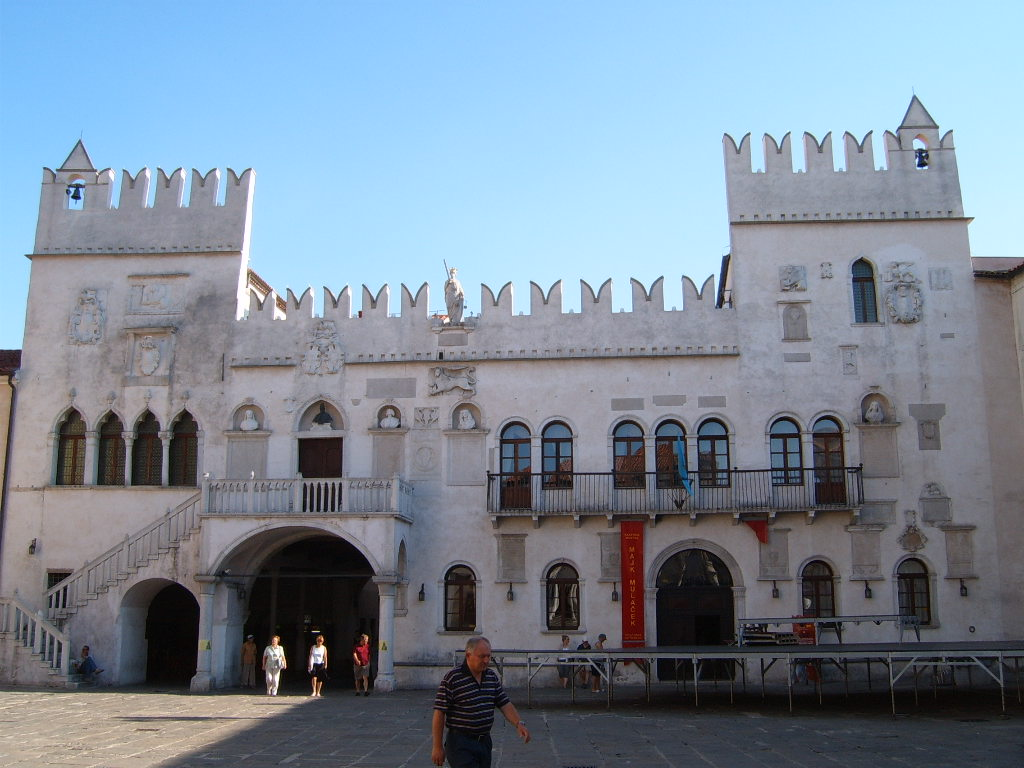
Le Palais prétorien de Koper/Capodistria (Slovénie).
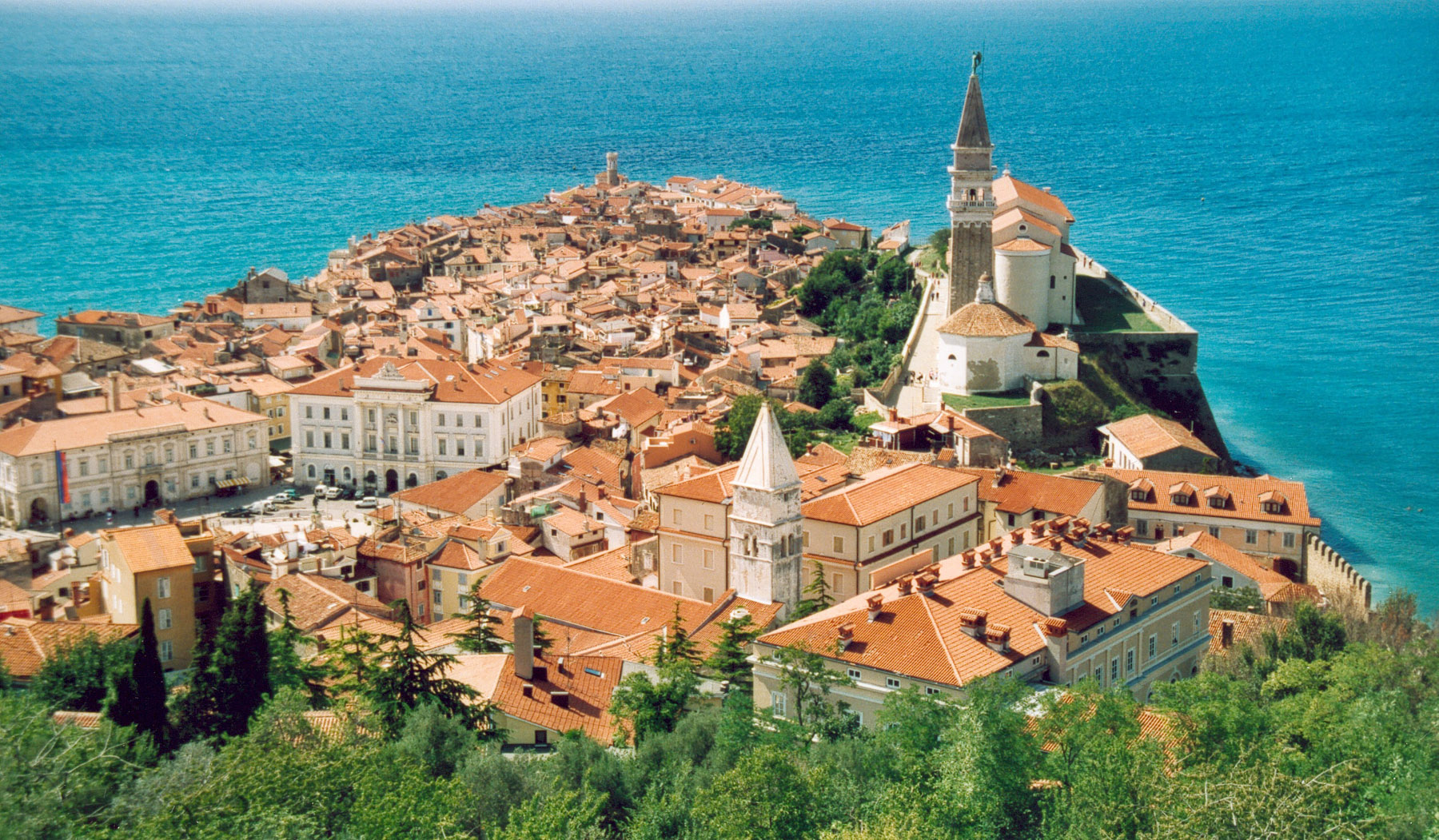
Vieille ville de Piran (Slovénie).
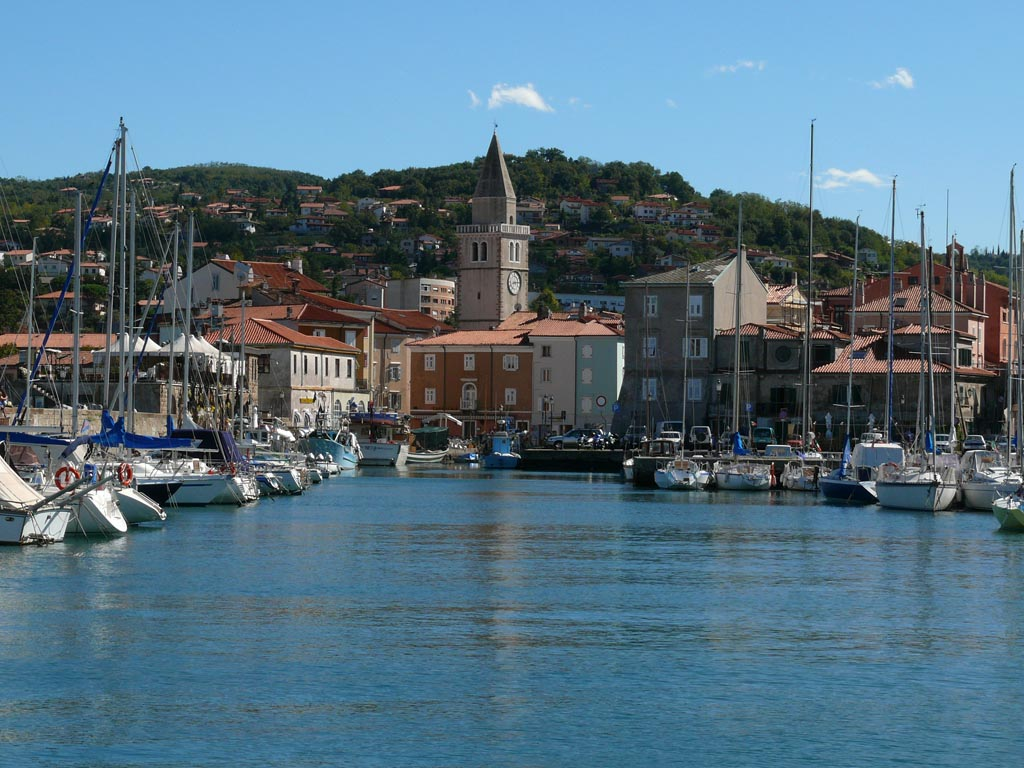
Muggia (seul port d'Istrie resté italien après 1954).
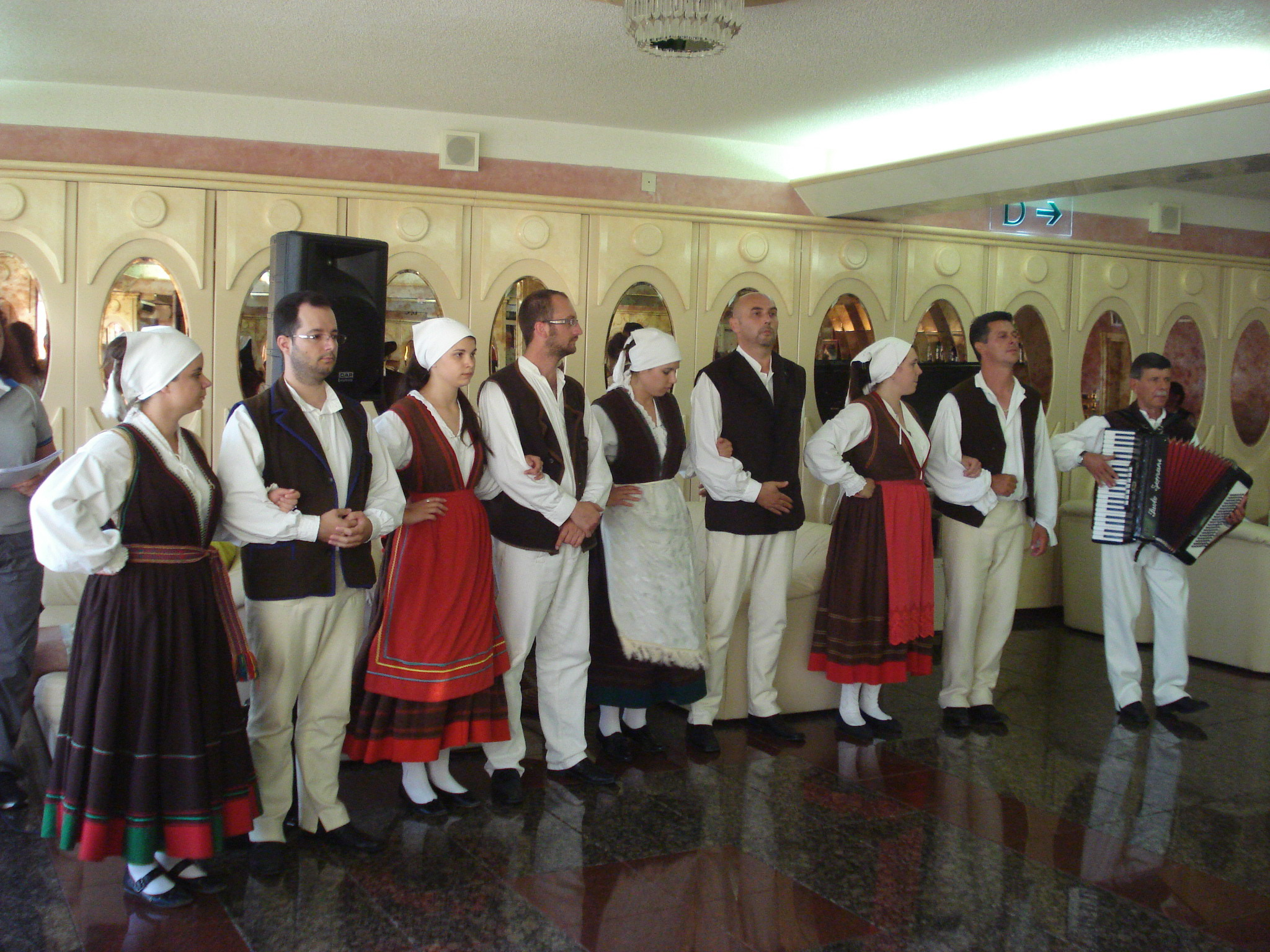
Costumes folkloriques traditionnels de l'Istrie.